# Chironomus melanderi
Chironomus melanderi är en tvåvingeart som beskrevs av Jean-Jacques Kieffer 1917. Chironomus melanderi ingår i släktet Chironomus och familjen fjädermyggor.
Artens utbredningsområde är Washington. Inga underarter finns listade i Catalogue of Life.